# Kraxnerkogel
Der Kraxnerkogel ist ein niedriger Vorberg der Koralm bei Deutschlandsberg in der Steiermark, Österreich. Auf ihm befinden sich die Reste einer Befestigungsanlage, bei der archäologische Funde aus dem Neolithikum, der Kupferzeit (Lasinja-Kultur), der La-Tène-Zeit und dem Mittelalter gemacht wurden.

## Lage
Der Kraxnerkogel liegt kurz westlich des Ortes Deutschlandsberg im Gebiet Warnblick der Gemeinde Deutschlandsberg. Der nächste westlich gelegene Ort ist Trahütten. Südlich des Kraxnerkogels liegt die Weinebenstraße (Landesstraße 619), welche Deutschlandsberg über Trahütten, Glashütten und die Weinebene mit Wolfsberg im Kärntner Lavanttal verbindet. Im Norden liegt das tief eingeschnittene Engtal der Laßnitz. Am Steilhang jenseits dieses Flusses liegt die Burg Deutschlandsberg.

## Geologie
Der Kraxnerkogel besteht aus dem Kristallin der Koralpe, hauptsächlich aus Gneis und Glimmerschiefer.
Der Kogel liegt kurz westlich jener Linie, an der die Gebirgszüge der Koralm (hier: des Handalmzuges) unter der Schotterfläche des Grazer Beckens versinken. Sein steiler Hang im Osten setzt sich unterhalb der Schotterbedeckung fort und kann unter dieser noch bis an die Grenze des Sausals (Florianer Becken) weiter verfolgt werden. Die Stelle, an welcher der Berg unter dem Schotter verschwindet, ist in der Natur leicht daran zu erkennen, dass dort die lange und bis zu über 10 % steile Gefällstrecke der Weinebenstraße, welche auch eine Spitzkehre notwendig macht, in ein flaches Straßenstück übergeht.

## Vegetation
Das Gebiet des Kraxnerkogels ist klimatisch begünstigt. Er ist an seinem Osthang mit Laub- und Nadelbäumen bewachsen und Standort der Edelkastanie, an seinen unteren, östlichen Hängen liegen Weingärten. Neben dem Waldweg von der Klause über den Kraxnerkogel ist das Vorkommen der Rostpilzart Coleosporium senecionis dokumentiert.

## Siedlungsstelle

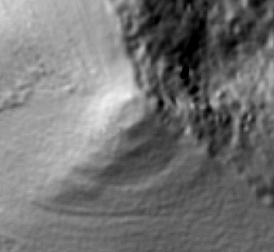
Geländeoberfläche bei der Befestigungsanlage Kraxnerkogel

Etwa 120 m südöstlich der Kuppe des Kraxnerkogels und ungefähr 20 m tiefer liegt der Rest einer Anlage, die als mittelalterlicher Turmhügel betrachtet wird. Sie wurde bei landwirtschaftlichen Arbeiten im Frühjahr 1988 entdeckt und befindet sich auf den Grundstücken Nr. 63/1 und 100/5 der Katastralgemeinde Warnblick. Die Grundflächen stehen in Privatbesitz. Das Grundstück Nr. 63/1 ist für das Gebiet der Fundstelle und seine Umgebung im Rahmen der örtlichen Raumplanung als Bodenfundstelle ausgewiesen. Das Gebiet ist nicht unter Denkmalschutz gestellt, obwohl es in der Literatur als Bodendenkmal dargestellt ist.
Bei der Siedlungsstelle handelt es sich um eine Erhebung, deren höchster Bereich eine ebene Fläche bildet. Diese misst ungefähr zwölf Meter im Durchmesser. Der Hügel ist von Südosten bis Südwesten mit zwei Hangstufen (Bermen) umgeben, die als Standort von Vorwerken interpretiert werden. Im Norden des Hügels wird ein Graben vermutet. Das Gebiet um den Hügel ist durch die landwirtschaftliche Nutzung geprägt, es konnte nicht festgestellt werden, ob es in seiner Umgebung weitere Bauten oder Befestigungsanlagen gab. Umfassende archäologische Grabungen haben seit der Entdeckung der Anlage nicht stattgefunden. Es ist kein Mauerwerk mehr sichtbar, nur Bodenunebenheiten, die auf eine bewusst gestaltete Geländeform hinweisen.
Siedlungsspuren sind schon um 3000 v.  Chr., für die Lasinja-Kultur der Kupferzeit, feststellbar. Keramikfragmente wurden in die späte Latènezeit und in das Mittelalter datiert. Als weiterer Fund ist ein stumpfnackiges (am hinteren Teil rundes), seitlich mit Facetten versehenes Beil aus Serpentin publiziert. Funde werden im Burgmuseum Deutschlandsberg aufbewahrt.
Die Datierungen der Funde belegen, dass die Fundstelle am Kraxnerkogel ähnlich wie die alte Siedlungsstelle bei der Burg Deutschlandsberg am Hang gegenüber (der „Tanzboden“) über mehrere tausend Jahre zumindest zeitweise besiedelt war.
Der Hügel, auf dem die Reste der Anlage gefunden wurden, liegt 750 m südlich der Burg Deutschlandsberg. Zwischen den beiden Befestigungsanlagen liegt das tief eingeschnittene Engtal der Laßnitz, die Klause. Die Lage kann als Beleg dafür gesehen werden, dass diese Befestigungen einerseits den Weg durch das Laßnitztal, andererseits die nördlich und südlich davon verlaufenden Wege nach Kärnten in Richtung der Koralmübergänge zur Hebalm und zur Weinebene zu bewachen hatten.